# Jeff Minter
Jeff Minter (ur. 22 kwietnia 1962 w Reading w Anglii) – brytyjski programista i projektant gier komputerowych, założyciel awangardowego studia Llamasoft, słynący ze zręcznościowych utworów o psychodelicznej oprawie graficznej i surrealistycznej tematyce.

## Kariera
Minter zaczął programować gry jeszcze pod koniec lat 70. XX wieku, ale zawodową działalność rozpoczął w 1982, zakładając spółkę Llamasoft. Nazwa studia wywodziła się od znalezionych w śmietniku opowiadań dla dorosłych o lamach; postać lamy stała się dla Mintera obsesją pielęgnowaną w trakcie całej jego kariery.
Jednym z pierwszych jego dzieł była gra Hover Bovver (1983), w której należało wyrównać trawnik kosiarką na swojej działce i prześcignąć sąsiada. Sławę zapewniła mu parodia filmu Imperium kontratakuje pod tytułem Attack of the Mutant Camels (1983), gdzie imperialne maszyny kroczące zostały zastąpione lamami. Minter stworzył wiele innych psychodelicznych dzieł o zwierzętach: Revenge of the Mutant Camels (1984), Metagalactic Llamas: Battle at the Edge of Time (1984), Sheep in Space (1984) oraz Llamatron 2112 (1991, parodia Robotron 2084). Był też autorem remake’ów zręcznościowej gry Tempest (Tempest 2000, 1994; Tempest 3000, 1998), powstałych na konsoli Atari Jaguar i maksymalnie wykorzystujących możliwości tej platformy sprzętowej. Po porażce tego ostatniego utworu przez kilka lat był nieaktywny w branży. Space Giraffe (2007), pełna feerycznych efektów komputerowych gra zręcznościowa, poniosła w chwili powstania klęskę komercyjną, lecz Minter uznawał ją za najwybitniejsze dzieło jego życia.
Minter kontynuował swoją karierę programistyczną produkcjami na telefony komórkowe: Minotronem 2112 (2011), Minotaur Rescue (2011) oraz ekscentrycznym Deflexem (2011). Był odpowiedzialny też za kolejną usprawnioną wersję Tempesta, Tempest 4000 (2018). Do jego najnowszych utworów należy ilustrowana muzyką trance’ową Moose Life (2020) oraz uznawana za jego szczytowe osiągnięcie Akka Arrh (2023). Konsekwentne stosowanie poetyki onirycznej, w połączeniu z psychodeliczną oprawą audiowizualną, przysporzyło Minterowi miana współtwórcy tzw. brytyjskiego surrealizmu w grach komputerowych.